# تأثير ياركوفيسكي

تأثير ياركوفيسكي:
1. الإشعاع المنبعث من سطح الكويكب.
2. دوران الكويكب التقدمي (عكس التراجعي).
2.1 الموقع لاحقاً.
3. مدار الكويكب.
4. إشعاعات شمسية.

تأثير ياركوفيسكي هو قوة تؤثر على جسم يدور حول نفسه في الفضاء ناتجة عن انبعاثات تشتُّتيَّة (تتألف من فوتونات حرارية) تحمل زخماً حركياً. لا يمكن لتأثير ياركوفيسكي أن يؤثر على الأجسام الفيزيائية بقوة كبيرة كثيراً، لذلك فإنَّه لا يؤخذ بعين الاعتبار عادةً إلا عند دراسة أجرام الفضاء صغيرة الحجم، مثل النيازك والكويكبات الصغيرة، وعادةً يتراوح قطر هذه الأجسام من 10 سنتيمترات إلى 10 كيلومترات على الأكثر.

## التاريخ
كان مكتشف هذه الظاهرة الفيزيائية هو المهندس المدني الروسي إيفان ياركوفيسكي (1844 - 1902)، الذي كان يعمل على حل مسائل فيزيائية في أوقات فراغه. فعندما كان يدوّن ملاحظاته في حوالي سنة 1900، لاحظ أنَّ الحرار التي يتعرَّض لها نهاراً جسم يدور حول نفسه في الفضاء تُسَبِّب قوة عليه، ورغما ضآلتها إلا أنَّها قد تتسبَّب بتغيُّرات كبيرة على المدى الطويل في مدارات الأجسام الصغيرة، خصوصاً النيازك والكويكبات الصغيرة. رغم ذلك، كانت ستُنسَى ملاحظات ياركوفيسكي هذه لولا أنَّ الفلكي الإستوني إمست ج. أوبك (1893 - 1985) قرأها في حوالي سنة 1909، وبعد عشرات السنين تذكر أمرها فبدأ بمناقشة الأهمية المحتملة لتأثير ياركوفيسكي على حركة الأجرام الصغيرة في النظام الشمسي.